# Falkträsket
Falkträsket är en sjö i Skellefteå kommun i Västerbotten och ingår i Skellefteälvens huvudavrinningsområde. Sjön har en area på 1,05 kvadratkilometer och ligger 45,1 meter över havet. Sjön avvattnas av vattendraget Falkträskbäcken.
Falkträsket är beläget i den södra utkanten av Skellefteå tätort ca 3 km sydväst om stadens centrum och är sedan 1920-talet och framåt ett populärt område för fritidshus. Sedan 1990-talet har ett växande villaområde norr om sjön inneburit allt fler permanentboenden. Vid den nordöstra stranden ligger en offentlig badplats som förr i tiden kallades Simstadion. Sjöns sydöstra del kallas Viken. Längs den obebyggda södra sidan tornar Falkberget upp sig.

## Delavrinningsområde
Falkträsket ingår i delavrinningsområde (719036-174054) som SMHI kallar för Utloppet av Falkträsket. Medelhöjden är 98 meter över havet och ytan är 11,18 kvadratkilometer. Det finns inga avrinningsområden uppströms utan avrinningsområdet är högsta punkten. Falkträskbäcken som avvattnar avrinningsområdet har biflödesordning 2, vilket innebär att vattnet flödar genom totalt 2 vattendrag innan det når havet efter 16 kilometer. Avrinningsområdet består mestadels av skog (76 procent). Avrinningsområdet har 1,21 kvadratkilometer vattenytor vilket ger det en sjöprocent på 10,9 procent.